# Hydaticus capicola
Hydaticus capicola är en skalbaggsart som beskrevs av Aubé 1838. Hydaticus capicola ingår i släktet Hydaticus och familjen dykare. Inga underarter finns listade i Catalogue of Life.